# Plecia brunniptera
Plecia brunniptera är en tvåvingeart som beskrevs av Skartveit 2009. Plecia brunniptera ingår i släktet Plecia och familjen hårmyggor. Inga underarter finns listade i Catalogue of Life.